# Kościół św. Wawrzyńca w Krzeszówku
Kościół św. Wawrzyńca – rzymskokatolicki kościół filialny parafii Wniebowzięcia Najświętszej Maryi Panny w Krzeszowie mieszczący się w Krzeszówku w diecezji legnickiej.

## Historia

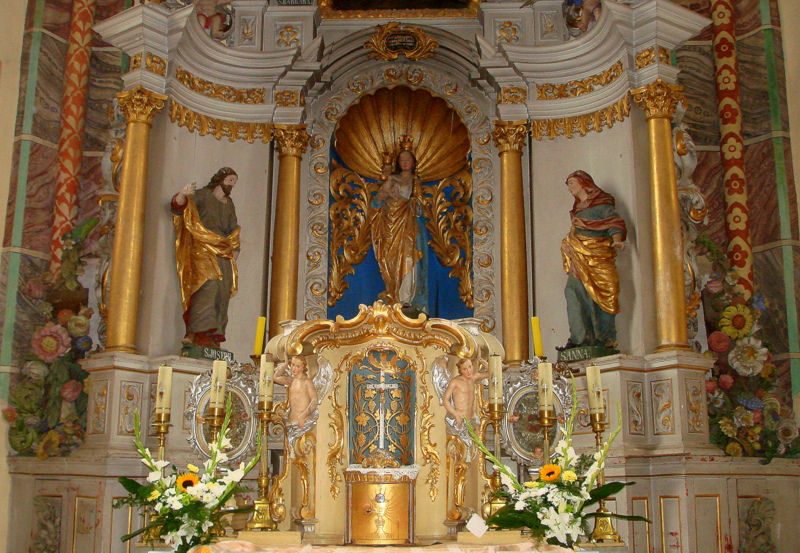
Fragment ołtarza głównego

Kościół filialny pochodzący z I poł. XIV w., rozbudowany w 1588 r., przebudowany w 1688 r. Jest to budowla orientowana, z nawą główną i boczną, wydzielonym prezbiterium zakończonym wielobocznie z kwadratową wieżą przy elewacji północnej, zwieńczone hełmem z prześwitem. Korpus nakryty dachem dwuspadowym, wnętrze nakryte sklepieniem sieciowym, empory murowane oraz gotyckie portale i okna zakończone ostrymi łukami. We wnętrzu zachowało się zróżnicowane wyposażenie m.in. gotyckie rzeźby Grupy Ukrzyżowania z poł. XV w., barokowe drewniane ołtarze z XVII i XVIII w., drewniana ambona z I poł. XVIII w., barokowa figura Chrystusa z XVII w., krucyfiksy oraz barokowe obrazy olejne.    